# Tampelačka
Tampelačka je malý potok, tekoucí Krkonošským podhůřím v jihovýchodním cípu Libereckého kraje. Dlouhý je přibližně 8,3 km.
Pramení západně od obce Martinice v Krkonoších u osady Zásadka v nadmořské výšce 500 m.
V Zásadce je na potoku vybudován rybník. Protéká Roztokami u Jilemnice a Tamplí, podle které dostal i svoje jméno. Větším přítokem je Kružský potok, tekoucí od Kruhu. Ostatní potoky jsou bezejmenné. V Bělé u Libštátu se vlévá do Olešky.
Tok sleduje železniční trať 040 z Chlumce nad Cidlinou do Trutnova v úseku Roztoky u Jilemnice - Bělá u Staré Paky zastávka.
Za příznivých podmínek (vodočet na Olešce ve Slané min. 145 cm) je pro zkušené i sjízdná.